# Благовештенска црква (Сентандреја)
Благовештенска црква (позната и као Грчка црква) је један од православних храмова Српске православне цркве у Сентандреји. Црква Будимској епархији Српске православне цркве.
Црква је посвећена Благовестима.
Својим положајем ова Благовештенска црква се битно разликује од осталих сентандрејских храмова. Наиме, она је извучена на трг, постављена у линију улице и нема уобичајену порту, коју имају остале цркве.

## Историјат
Благовештенска или Грчка црква је завршена 1752. године, а и она је, према предању, подигнута на месту једне старе цркве брвнаре. Благовештенска црква је свој други назив (грчка) добила по томе што су у њу ишли махом трговци, у народу познати и као „грци“.
Цркву је живописао Будимац Михаило Живковић.

## Архитектура
Према стилским карактеристикама Благовештенска црква се одликује складним пропорцијама и богатим украсом од камене пластике на порталима, прозорима и звонику, зидан је према нацртима пештанског градитеља Адама Мајерхофера, а његова сигурна рука створила је једну од најлепших српских цркава на читавом подручју Будимске епархије.

## Збирка слика
- Поглед на град са црквом
- Благовештенска црква са главног трга
- Јужне двери цркве